# Tatsuki Suzuki
Tatsuki Suzuki - em japonês, 鈴木 竜生 Suzuki Tatsuki (Chiba, 24 de setembro de 1997) é um motociclista japonês que compete na MotoGP (Moto3), pela equipe SIC58 Squadra Corse.

## Carreira
Estreou no motociclismo disputando competições em seu país natal e também no Campeonato Espanhol de Motovelocidade, terminando em 31º na edição de 2014. 
Em 2015, debutou na Moto3 pilotando uma Mahindra MGP3O da CIP, tendo o australiano Remy Gardner como seu companheiro de equipe. A melhor posição de chegada foi um 10º lugar no GP da Grã-Bretanha, terminando o campeonato em 28º, com 9 pontos. Ele ainda disputou mais uma temporada pela CIP (agora rebatizada de CIP–Unicom Starker), melhorando seu desempenho nas pistas (foram 7 provas na zona de pontuação, com um 11º lugar na Alemanha como melhor resultado), e terminando na 27ª posição, com 16 pontos.
Desde 2017, Suzuki defende a SIC58 Squadra Corse, pilotando uma moto Honda NSF250RW. Voltou a figurar entre os 10 primeiros colocados ao terminar a etapa da Argentina do mesmo ano em 8º. Em 2019 chegou pela primeira vez ao pódio, chegando na 2ª posição no GP da Espanha, além de obter sua primeira pole-position no GP de San Marino, onde também venceu pela primeira vez após uma disputa com o britânico John McPhee nas últimas voltas.